# Ильюховка
Ильюхо́вка (укр. Іллюхівка), село,
Гонтово-Ярский сельский совет,
Валковский район,
Харьковская область.
Код КОАТУУ — 6321282003.
Присоединено к селу Кузьмовка в 1997 году .

## Географическое положение
Село Ильюховка находится у истоков реки Мжа.
На расстоянии в 1,5 км расположено село Кузьмовка.
К селу примыкают небольшие лесные массивы (дуб).

## История
- В 1940 году, перед ВОВ, на хуторе Илюховка были 46 дворов.[1]
- 1997 — присоединено к селу Кузьмовка [2].